# Künstlerverein
Ein Künstlerverein ist ein Zusammenschluss von Künstlern.
Einige dieser Vereine setzen Künstler mit bildenden Künstlern gleich, andere, wie der Hannoversche Künstlerverein haben Architekten, Bildhauer, Maler, Literaten und Musiker als Mitglieder. Anders als die Kunstvereine, in denen sich das Publikum, Sammler und Künstler treffen, dienen die Künstlervereine vor allem dem geselligen Beisammensein der Künstler selbst und vor allem auch deren Standesvertretung. In einigen deutschen Städten existierten gerade im 19. Jahrhundert Kunst- und Künstlervereine parallel.
Die ältesten, seit ihrer Gründung noch existierenden Künstlervereine in Deutschland sind der Verein Berliner Künstler (VBK) von 1841, der Hannoversche Künstlerverein von 1842, der Verein der Düsseldorfer Künstler von 1844 und der Künstlerverein Malkasten von 1848 in Düsseldorf.
Die früheste Gründung war der Hamburger Künstlerverein von 1832, den es aber seit der zweiten Hälfte des 20. Jahrhunderts nicht mehr gibt.